# Пауэр, Лоуренс
Лоуренс Пауэр (англ. Lawrence Power; род. 1977) — британский альтист.

## Биография
Начал учиться игре на альте с восьмилетнего возраста. 
Занимался в Гилдхоллской школе музыки и драмы, затем в Джульярдской школе у Карен Татл.
В 1999 году выиграл Международный конкурс альтистов имени Примроуза, став первым европейским победителем за 20 лет существования этого состязания; годом позже занял третье место на Международном конкурсе альтистов имени Мориса Вьё во Франции.
Как солист наиболее известен серией записей для лейбла Hyperion Records, включающей
все альтовые сочинения Пауля Хиндемита, 
сонаты 
Дмитрия Шостаковича, 
Иоганнеса Брамса, 
Артура Бенджамина, 
Йорка Боуэна (с постоянным пианистом — Саймоном Кроуфордом-Филлипсом), 
концерты 
Боуэна, 
Сесила Форсайта, 
Ральфа Воан-Уильямса, 
Уильяма Уолтона, 
Эдмунда Раббры, 
Белы Бартока, 
Миклоша Рожи и др. 
Творческое содружество связывает Пауэра с Максимом Венгеровым (в частности, вместе они записали Концертную симфонию для скрипки и альта с оркестром Вольфганга Амадея Моцарта, — в других случаях её же Пауэр исполнял с Джошуа Беллом).
Как ансамблист участвует в работе камерного ансамбля Nash Ensemble.